# Numbered Islands
Die Numbered Islands (wörtlich: „Nummerierte Inseln“) sind eine kleine Inselgruppe im Indischen Ozean 72 km vor der westaustralischen Küstenstadt Geraldton. Sie gehören zu den Pelsaert-Inseln, der südlichsten Gruppe im Houtman-Abrolhos-Archipel.
Die Gruppe besteht aus acht kleinen und flachen Inseln, die im Westen des rund 200 km² großen Korallenriffs Half Moon Reef liegen, etwa 10 km nordwestlich von Pelsaert Island, der Hauptinsel der Pelsaert-Inseln. Bis auf die drei südlichsten Inseln (Sweet Island, Davis Island und Sid Liddon Island) besteht der offizielle Inselname nur aus einer Ziffer gefolgt von dem Wort Island, z. B. 1 Island.
Sid Liddon Island war ursprünglich 6 Island (Six Island), wurde aber umbenannt zu Ehren eines Hummer-Fischers, der durch einen Autounfall auf dem australischen Festland ums Leben kam.

## Tabelle der Inseln
| Inselname         | Alternativ   | Koordinaten                   | Fläche (in ha) |
| ----------------- | ------------ | ----------------------------- | -------------- |
| 1 Island          | One Island   | 28° 54′ 34″ S, 113° 52′ 55″ O | 1,766          |
| 2 Island          | Two Island   | 28° 54′ 34″ S, 113° 52′ 42″ O | 0,321          |
| 3 Island          | Three Island | 28° 54′ 24″ S, 113° 52′ 16″ O | 1,717          |
| Sweet Island      | (4 Island)   | 28° 55′ 1″ S, 113° 52′ 17″ O  | 2,145          |
| Davis Island      | (5 Island)   | 28° 54′ 53″ S, 113° 52′ 33″ O | 1,808          |
| Sid Liddon Island | (6 Island)   | 28° 54′ 40″ S, 113° 51′ 49″ O | 0,881          |
| 7 Island          | Seven Island | 28° 54′ 22″ S, 113° 51′ 21″ O | 0,442          |
| 8 Island          | Eight Island | 28° 53′ 56″ S, 113° 51′ 36″ O | 0,615          |